# Sara Mazkiaran
Sara Mazkiaran Zelaia, más conocida como Sara Mazkiaran, (Alsasua, Navarra, 1970) es una ayudante de dirección, directora y productora de cine navarra. Directora del cortometraje —con guion del poeta Leopoldo María Panero— Hyde & Jekyll. Estudió cine en el "Instituto de Cine" de Madrid y en el "Centro de Imagen y Nuevas Tecnologías" de Vitoria donde realizó sus primeros cortometrajes. Es hermana de la productora y guionista Yolanda Mazkiaran.

## Filmografía
A continuación se presenta su filmografía como directora, productora y/o ayudante o auxiliar de dirección:
- 2013 El espía de las mil caras (Ayudante de dirección)
- 2013 Combustión (Ayudante de dirección)[9]
- 2012 Invasor (Ayudante de dirección)
- 2010 La recolectora de lágrimas, también conocida como La recolectora, (Directora)[10][11][12]
- 2010 Lope (Ayudante de dirección)
- 2010 Room in Rome (Ayudante de dirección)
- 2009 Rabia (Ayudante de dirección)
- 2007 Las trece rosas (Ayudante de dirección)
- 2006 Caótica Ana (Ayudante de dirección)
- 2005 Ausentes (Ayudante de dirección)
- 2004 La llorona (Directora/Productora)[13][14]
- 2004 El asombroso mundo de Borjamari y Pocholo (Ayudante de dirección)
- 2004 El año de la garrapata (Ayudante de dirección)
- 2003 La flaqueza del bolchevique (Ayudante de dirección)
- 2003 La gran aventura de Mortadelo y Filemón (Ayudante de dirección)
- 2002 Guerreros (Ayudante de dirección/Directora de càsting)
- 2000 Hyde & Jekyll (Directora/Productora)[6][5]
- 2000 Mi dulce (Ayudante de dirección)
- 2000 La comunidad (Auxiliar de dirección)
- 2000 Asfalto (Ayudante de dirección)
- 1998 Sí, quiero... (Auxiliar de dirección)
- 1998 Un buen novio (Auxiliar de dirección)
- 1998 9'8m/s2 (Ayudante de dirección)
- 1998 El viento africano (Ayudante de dirección)
- 1997 Txotx (Ayudante de dirección)
- 1997 El magnolio (Ayudante de dirección)
- 1997 A ciegas (Auxiliar de dirección)
- 1996 Pasajes (Auxiliar de dirección)
- 1996 Tierra (Auxiliar de dirección)
- 1996 Nocturno (Ayudante de dirección)
- 1996 La fabulosa historia de Diego Marín (Auxiliar de dirección)
- 1996 Muerto de amor (Auxiliar de dirección)
- 1996 La noche (Ayudante de dirección)
- 1996 El tren de las ocho (Ayudante de dirección)
- 1995 Adiós Toby, adiós (Auxiliar de dirección)
- 1995 Salto al vacío (Auxiliar de Dirección/Directora de casting)
- 1994 Alsasua 1936 (Auxiliar de dirección)
- 1994 La leyenda de un hombre malo (Auxiliar de dirección)